# Berceuse de Noël pour les enfants
La Berceuse de Noël pour les enfants, op. 57, est une œuvre de Mel Bonis composée en 1903.

## Composition
Mel Bonis compose sa Berceuse de Noël pour les enfants pour voix seule avant 1903. L'œuvre, dont les paroles sont de la compositrice sous le pseudonyme de L. de Poul ar Feunteun dans la première édition, ou de Léon Rimbault dans la seconde version, a été publiée par la compositrice elle-même en 1903, puis rééditée en 1904 par les éditions Grus.

## Analyse
Le thème de Noël est très important pour la compositrice, notamment au début de sa vie, et elle compose plusieurs œuvres sur ce thème, comme le Noël pastoral en 1892 et la Prière de Noël en 1899. En 1900, elle fait éditer son Noël de la Vierge Marie et sa Veille de Noël. Il faudra ensuite attendre 1934 pour que la compositrice publie une nouvelle œuvre sur ce thème : Noël ancien,.

## Sources
- Étienne Jardin, Mel Bonis (1858-1937) : parcours d'une compositrice de la Belle Époque, 2020 (ISBN 978-2-330-13313-9 et 2-330-13313-8, OCLC 1153996478, lire en ligne)